# بلوار ایمان
بلوار ایمان یا همت بلواری در شیراز است که به دو دسته شمالی و جنوبی تقسیم می‌شود که شمال آن از چهارراه قصردشت شروع شده و تا میدان معلم به عنوان قسمت شمالی و جنوب آن پس از طی کردن پل‌های رودکی به بلوار امیرکبیر رسیده و در آنجا پایان می‌یابد.
این بلوار در منطقه ۶ شهرداری شیراز واقع شده که شمال این قسمت از بین باغات قصردشت می‌گذرد و جز یکی از مناطق سرسبز شهر است.

## امکانات و اماکن مهم
- بوستان سیب زار

- بوستان معلم

- اداره پست شعبه قصردشت

- ارامستان فاطمیه ( قبرستان قصردشت)

- کانون پرورش فکری کودکان و نوجوانان

- کلانتری قصردشت

- اداره آگاهی غرب شیراز

- باغات قصردشت

- اداره ثبت احوال و ثبت اسناد استان فارس

- مجتمع اموزشی امام رضا

- درمانگاه حضرت فاطمه الزهرا( همت جنوبی)

- درمانگاه دندانپزشکی مرواید ( همت جنوبی)